# Hiarbas
Pour l'usurpateur numide, voir Hierbas II.
Hiarbas est un personnage berbère légendaire qui a été mentionné par le philosophe et historien grec Plutarque ainsi que dans les œuvres de divers auteurs romains, dont Ovide et Virgile. Le personnage est peut-être basé sur un véritable roi historique des Massyles de Numidie.
« Iarbas fut le premier être engendré, il naquit dans la plaine aride, et il saisit (pour se nourrir) le doux gland de Jupiter. » - Plutarque
Il est présent dans le récit de la fondation de Carthage.
Hiarbas est parfois placé à l'origine de la généalogie des rois de Numidie.

## Souverain légendaire
Hiarbas est le roi des Muxitains selon Justin. Dans la mythologie romaine et libyenne, Iarbas était le fils de Jupiter-Hammon (Hammon était un dieu nord-africain associé par les Romains à Jupiter, et connu pour son oracle) et d'une nymphe garamante,. On dit qu'Iarbas a mené une armée à travers le désert libyen, mais lui et son armée ont commencé à souffrir d'une soif intense. Iarbas a imploré l'aide de son père Ammon pour obtenir de l'aide, le dieu lui a envoyé un bélier (l'animal du dieu) et Iarbas et son armée ont suivi le bélier jusqu'à un endroit où le bélier a frappé ses sabots au sol et une source d'eau a jailli, et c'est ainsi que les Libyens ont commencé à attribuer l'animal à Amon (origine berbère du culte du bélier).
Iarbas devint roi de Gétulie. Selon l'Enéide de Virgile, il était le prince prétendant de la reine carthaginoise Didon, Iarbas commente que Carthage est une ville de taille pitoyable  et raconte à Didon à quel point la ville pourrait s'élever grâce à un mariage important avec lui, un roi infiniment puissant et un fils d'Ammon, elle a cependant rejeté ses avances, il abandonne ensuite complètement l'histoire après le rejet,
Des variantes de l'histoire ont été évoquées par Ovide. Dans les Héroïdes d'Ovide, Didon décrit Iarbas comme l'un de ses prétendants, son propre peuple a arrangé un mariage forcé entre elle et le roi Iarbas afin que Carthage puisse s'élever vers la gloire. Énée la livrerait comme captive s'il la quittait, lui dit-elle, cependant Énée la quitte amèrement pour fonder Rome et elle se suicide par chagrin de séparation. Dans les Fastes d'Ovide, Iarbas et les Numides s'emparent du territoire de Didon après son suicide, ce qui lui permet de s'emparer de son palais.
La légende de la fondation de Carthage retiendra le nom du roi des Muxitani ou Maxitani, qui prétendait épouser Elyssa pour sceller l’alliance entre les autochtones et les Tyriens fraichement débarqués sur le littoral africain. Le nom n'est pas attesté avant Virgile. Caton l'Ancien dénomme le souverain éconduit Iapon.
Une inscription libyque retrouvée dans la région de Guelma, en Algérie, évoquerait le nom de ce roi. Il existe également entre Annaba et Skikda, une tribu des Ierbès.

## Place dans le récit de la fondation de Carthage
Didon devient veuve en Phénicie, Hiarbas lui propose le mariage. Il aurait été dédaigné par la reine Didon, fondatrice mythique de Carthage, qui lui préféra Énée.

## Dans la mythologie romaine
Dans la mythologie romaine, Hiarbas ou Iarbas (on dit aussi Iarbus et Iarbe) était le fils de Jupiter et d'une nymphe du pays des Garamantes, une peuplade de l’ancienne Libye.
Selon Ovide Iarbas se serait vengé du refus de la reine Élyssa (Didon) en envahissant son royaume.
Selon l'Histoire universelle de Justin, il était roi des Maxitains, peuplade d'Afrique du Nord désignée aussi par Hérodote sous les noms de Mazyes et Maces.
Silius Italicus, dans son poème épique Punica, emprunte le nom d'Hiarbas à l'un de ses personnages. Hiarbas est le chef garamante des Gétules, des Nasamones et des Macae et le père d'Asbyte, l'un des chefs carthaginois de la deuxième guerre punique,. Il fait remonter son ascendance à Jupiter. Il est tué par le héros de Sagonte Murrus.
Iarbas est brièvement mentionné dans le Purgatoire de Dante comme propriétaire d'une partie des terres du sud de l'Italie. Iarbas est également un personnage de la pièce de Christopher Marlowe, Didon, reine de Carthage.